# Gerygone albofrontata
A Gerygone albofrontata a madarak osztályának verébalakúak (Passeriformes) rendjébe és az ausztrálposzáta-félék (Acanthizidae) családjába tartozó faj. A családot egyes szervezetek a gyémántmadárfélék (Pardalotidae) családjának, Acanthizinae alcsaládjáként sorolják be.

## Rendszerezése
A fajt George Robert Gray angol zoológus írta le 1844-ben.

## Előfordulása
Új-Zéland külbirtokán, a Chatham-szigetek területén honos. A természetes élőhelye mérsékelt övi erdők és cserjések.

## Megjelenése
Testhossza 12 centiméter, hím testtömege 11 gramm, a tojóé 9,5 gramm.